# Kloster Freystadt

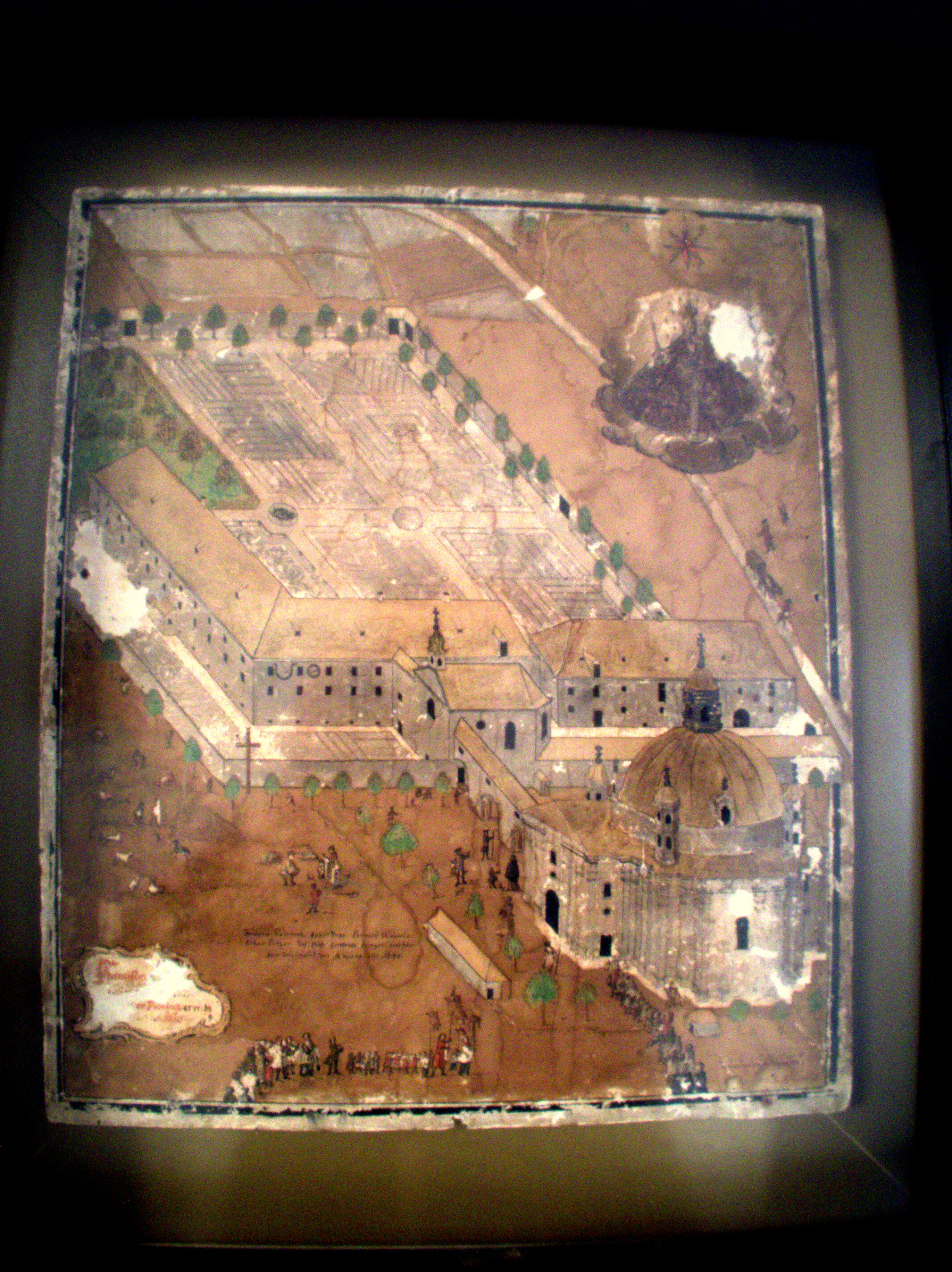
Franziskanerkloster Freystadt, Ansicht von 1712

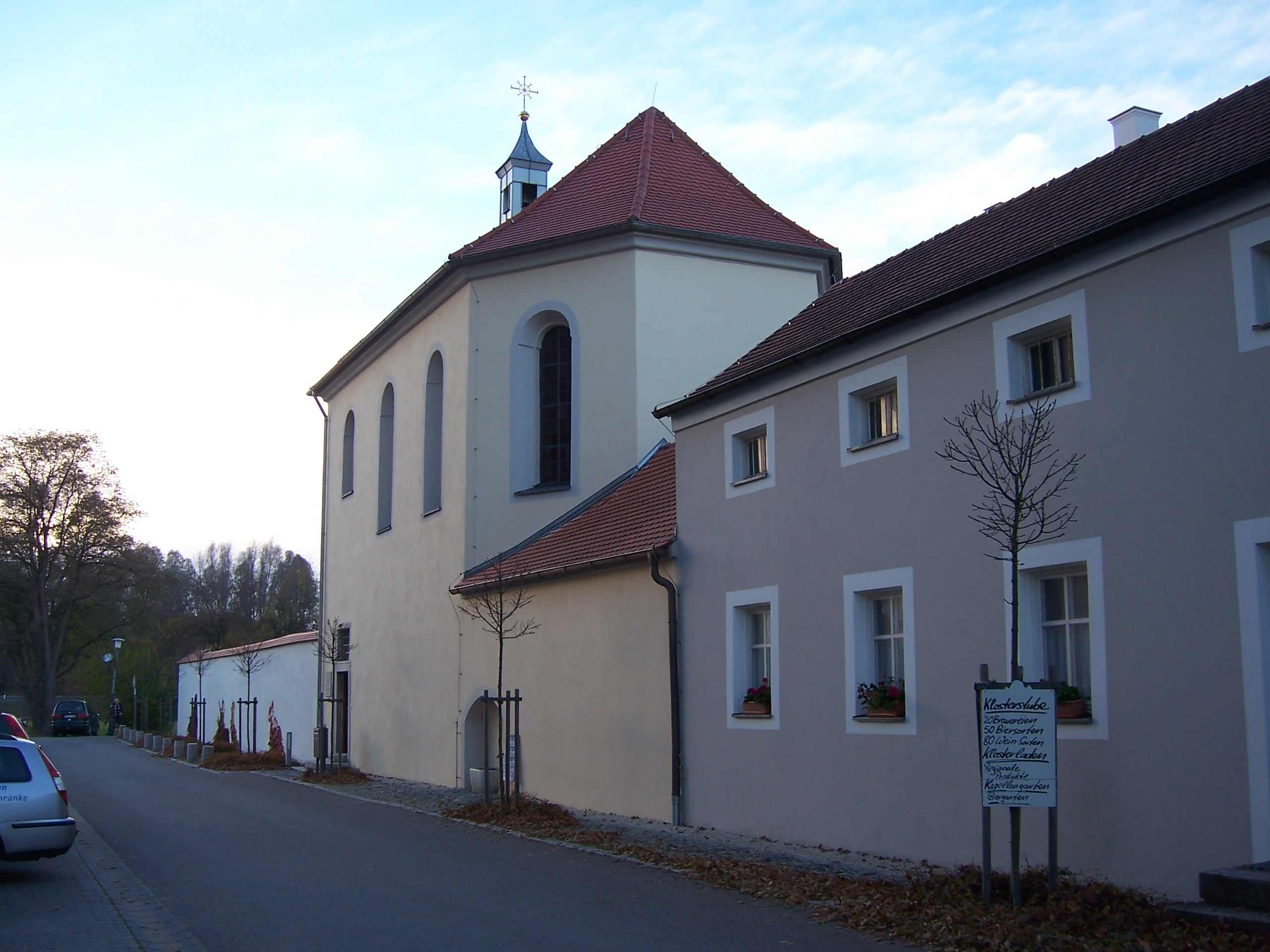
Kloster Freystadt

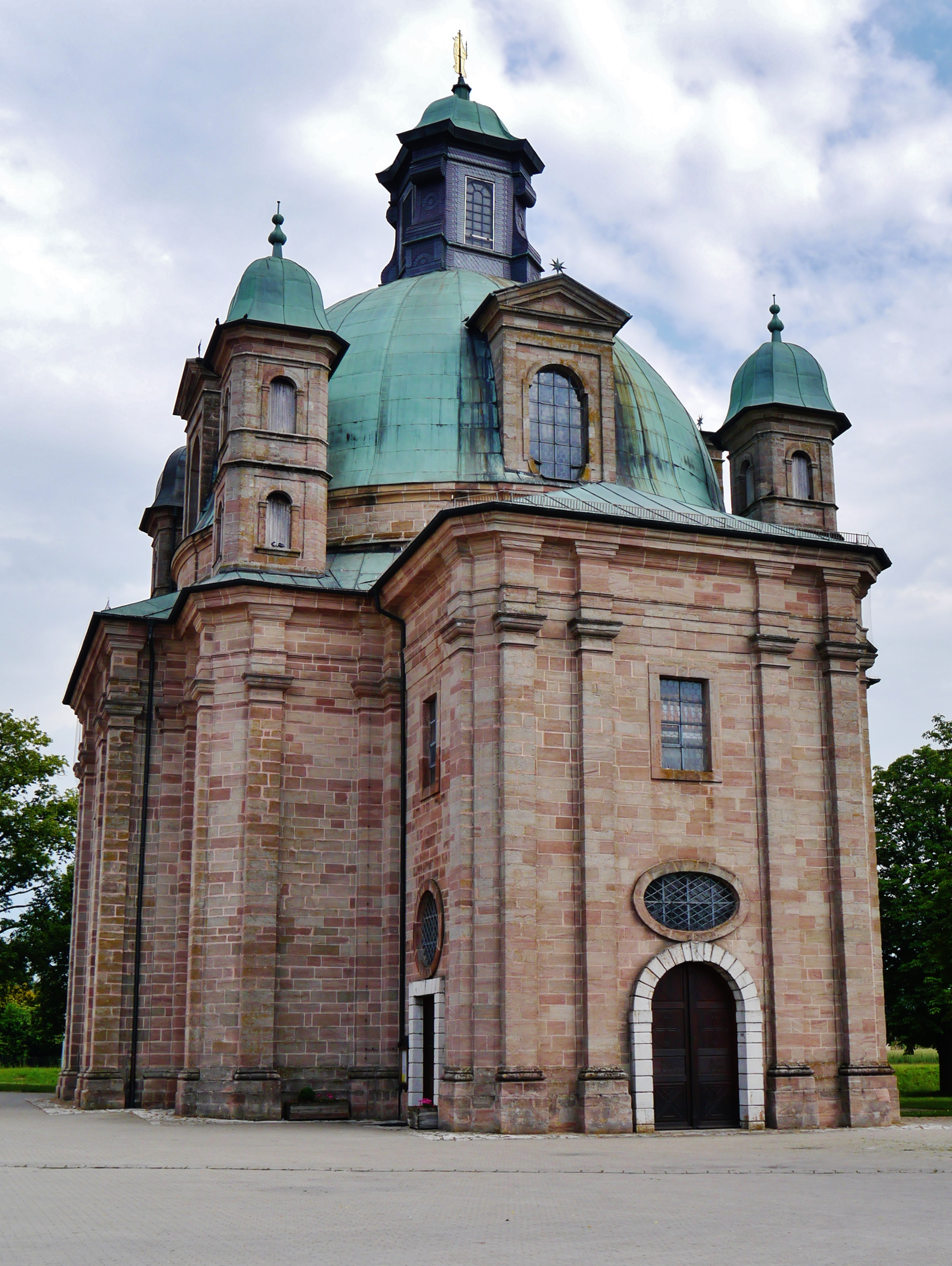
Wallfahrtskirche Maria Hilf in Freystadt

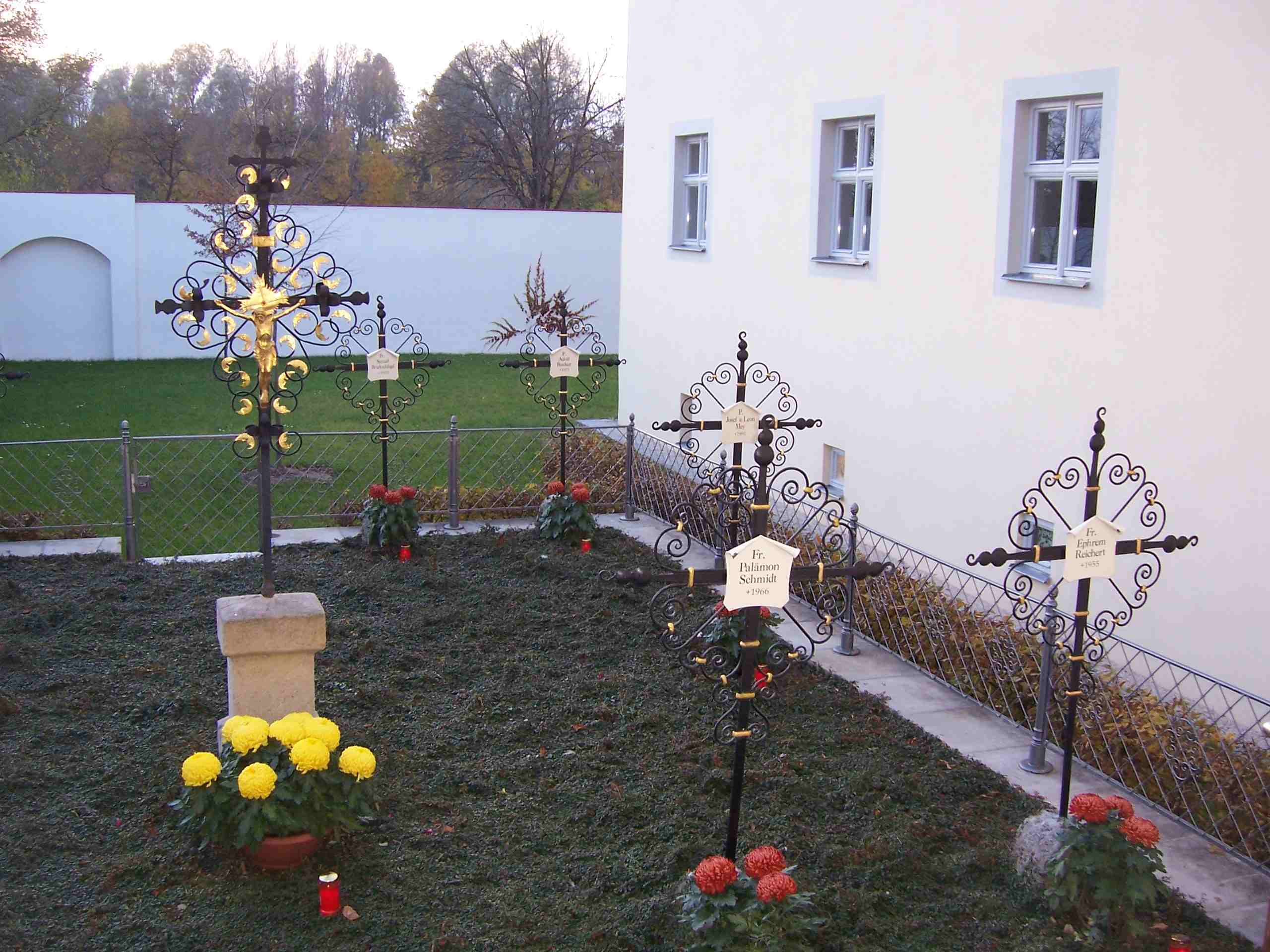
Friedhof im Kloster Freystadt

Ein Kloster der Franziskaner in Freystadt besteht seit 1452 an wechselnden Standorten nahe der Stadt Freystadt in der Oberpfalz (Bistum Eichstätt) mit zwei Unterbrechungen infolge der Reformation und der Säkularisation. Heute leben dort polnische Franziskaner, die die Wallfahrt an der Wallfahrtskirche betreuen und in der Pfarrseelsorge in Freystadt und Umgebung tätig sind.

## Kloster auf dem Möningerberg
1452 wurde auf dem Möningerberg nahe Freyberg auf Bitten des hl. Capistran durch Pfalzgraf Otto I. ein Hospitium der Observanten gegründet, das nach einigen Jahren zum Konvent erhoben wurde. Es gehörte zur bayerischen Kustodie der Oberdeutschen oder Straßburger Franziskanerprovinz Argentina. 1546 wurde in Freystadt die Reformation eingeführt, das Kloster wurde 1556 aufgelöst. Von der Klosteranlage sind nur noch Spuren vorhanden. Auf dem ehemaligen Klostergrund wurde eine Hühnerfarm errichtet. Auf dem Berg steht heute eine Kapelle der Vierzehn Nothelfer.

## Kloster bei der Wallfahrtskirche „Maria Hilf“

### 1681–1803
Einen Bildstock und dann eine erste kleine Kapelle gab es außerhalb von Freystadt seit dem Jahr 1644; 1663 wurde eine größere Mariahilf-Wallfahrtskapelle gebaut. Am 21. November 1681 wurde bei dieser Kapelle durch die Gräfin Maria Theresia von Tilly eine Niederlassung der Franziskaner-Reformaten errichtet, und zwar zunächst eine Pönitentiarie, ein „Beichtvaterhaus“, das ursprünglich für einen Mesner gebaut worden war; die Grafen von Tilly hatten seit 1627 die Herrschaften Freystadt, Holnstein und Hohenfels inne. Drei Franziskaner aus Dietfurt übernahmen 1681 die seelsorgerliche Betreuung der Wallfahrer, was ihnen wg. Zwistigkeiten mit der Ortsgeistlichkeit 1687 von dem Eichstätter Bischof Johann Euchar Schenk von Castell wieder untersagt wurde. Ab 1705 durften aber wieder zwei Patres im Mesnerhaus wohnen.
Von 1700 bis 1710 wurde anstelle der Kapelle eine Wallfahrtskirche gebaut, die zunächst wieder das Patrozinium Maria, Hilfe der Christen und später das der heiligen Maria von den Engeln trug; an ihrer Ausgestaltung wirkten die Brüder Asam mit. 1710 genehmigte der Eichstätter Fürstbischof Johann Anton I. Knebel von Katzenelnbogen auf Antrag des Franziskaner-Provinzials die Errichtung eines Hospizes für sechs Patres und einen Laienbruder. Ferdinand Lorenz Graf von Tilly erbaute dieses bis 1715. Am 28. Oktober 1714 konnte der 55 Räumlichkeiten umfassende Klosterkomplex eingeweiht werden. 1715 wurde das Kloster, das jetzt zu einem eigenständigen Konvent erhoben wurde, um vier Patres und zwei Laienbrüder, 1718 um zwei weitere Patres aufgestockt; es gehörte zur Bayerischen Franziskanerprovinz (Bavaria), die 1625 aus der bayerischen Kustodie der Straßburger Provinz hervorgegangen war.
Die Wallfahrtskirche entstand als Filialkirche der Stadtpfarrei und war mit einem 1716 hergestellten Verbindungsgang mit dem Konvent verbunden, damit die Brüder dort ihr Chorgebet verrichten konnten. Das führte zu langen Zwistigkeiten zwischen der Ortspfarrei und dem Kloster. Noch im 20. Jahrhundert verbot der Stadtpfarrer den Franziskanern, am Sonntag um 10 Uhr die Messe in der Wallfahrtskirche abzuhalten, diese mussten in das kleine Klosterkirchlein ausweichen, und der Großteil der Besucher der Messe musste den Gottesdienst draußen mitfeiern. Erst 1968 änderte sich dies grundlegend, als die Franziskaner die Stadtpfarrei übernahmen und so in Personalunion auch die Wallfahrtskirche betreuten. 1730/31 errichteten die Franziskaner auf Bitten der Stadt einen Kreuzweg, 1732 wurde ein Brauhaus eingerichtet. Ab 1757/58 bestand in Freystadt ein Ordensstudium für den Ordensnachwuchs der Provinz Bavaria, als dieses im Kloster Kemnath abgebrannt war.
Das Kloster, dessen Gebäude noch mehrmals baulich verändert wurde, hatte bis zur Säkularisation in Bayern 1802 Bestand. Am 10. Februar 1802 erschien der Sulzbürger Landrichter Baron von Verger und eröffnete den Klosteroberen den Beschluss des Kurfürsten zur Aufhebung des Klosters. Alle „ausländischen“ Patres mussten sofort das Kloster verlassen (darunter auch P. Privatus Hartmann, der aus Freising stammte und deshalb als „Ausländer“ galt). Der Stadtpfarre Anton Cigoni unterstützte die Aufhebungskommission nach Kräften. Kurz darauf wurde das Kloster von der Regierung zum „Zentral- oder Aussterbekloster“ bestimmt, im Volksmund „Krepierkloster“ genannt, und es wurden hier 22 Patres und 8 Laienbrüder aus den aufgehobenen Klöstern in Freising, Cham, Pfreimd, Kemnath und Amberg untergebracht. Am 29. August 1803 wurde das Kloster endgültig aufgelöst; der letzte Franziskaner hat am 15. September 1803 das Kloster verlassen.
Danach wechselten die privaten Besitzer der Klosteranlage mehrmals. Das Klostergebäude samt Brauhaus ersteigerte der Amtsschreiber Franz Xaver Kern aus Pyrbaum. Kern machte aus dem Kloster ein Wirtshaus mit Tanzbetrieb, kam allerdings bereits 1818 auf die Gant. Danach pachteten und kauften der Drahtzieher Alois Kern und der Braumeister Michael Betz das Objekt, gaben dieses aber 1833 kostenlos an die Stadt ab, allerdings mit der Auflage, dass es als Bleibe für die Franziskaner zur Betreuung der Wallfahrtskirche erhalten werden müsse.

### Wiedererrichtung im 19. Jahrhundert
1833 wandte sich die Stadt Freystadt an das Provinzialat der Franziskaner in München mit der Bitte um Wiederherstellung des Klosters; Hintergrund war der wirtschaftliche Niedergang des Ortes nach dem Ende der Wallfahrt. Die Wiedererrichtung des Klosterbetriebs erfolgte also auf Betreiben der Freystädter Bürgerschaft; 1835 gestattete der bayerische König Ludwig I. die Rückkehr der Franziskaner. Am 3. März 1836 zogen wieder ein Franziskanerpater und ein Laienbruder in die Klostergebäude. Die beiden bemühten sich um eine Wiederherstellung der Klosteranlage, u. a. bekam die Hauskapelle einen Altar aus der Kapuzinerkirche zu Neumarkt, am 26. Oktober 1836 wurde das Klosterkirchlein mit einem neuen Turm und einer neuen Glocke versehen, die am 22. November 1836 vom Stadtpfarrer Leonhard Zintl gesegnet wurde. Auch der Verbindungsgang zur Wallfahrtskirche wurde wieder hergestellt. Am 20. Juni 1861 genehmigte die Regierung der Oberpfalz die Errichtung eines Friedhofs, da die Franziskanergruft bei der Vertreibung zerstört worden war. Am 20. Dezember 1858 erhielt das Kloster wieder eine Braugerechtigkeit, die im Waschhaus eingerichtet wurde; gebraut durfte nur für den Eigenbedarf werden. Natürlich wurde wesentlich mehr Bier gebraut (etwa 500 Eimer), was zu Konflikten mit den anderen Brauereien führte. Am 28. Oktober 1885 kaufte die Franziskanerprovinz Bavaria das ehemalige Brauhaus mit allen Zugehörungen (Stallungen, Holzremise, Hofraum), so dass das ursprüngliche Klosterareal wieder vollständig war.
Das Klostergebäude war einstöckig und mit einem Ziegeldach gedeckt. Im gewölbten Kellergeschoss befanden sich neun Räume und die Gruft. Ebenerdig liegenj die kleine Klosterkirche, ein großes Zimmer und diverse Nebenräume. Zum ersten Stock führte ein gewölbter Aufgang zu den 26 Klosterzellen, der Schneiderei, Küche und Abtritt. Im Klosterhof war eine Gaststube, die Schreinerei, ein Gartenstüberl und ein Schöpfbrunnen.
Im Ersten Weltkrieg diente das Kloster als Lazarett, das fast dauernd voll belegt war. 1924 wurde hier ein Vorbereitungsseminar für Buben aus Freystadt für den Übergang an ein Gymnasium eröffnet. Der Einzugsbereich der Schule erweiterte sich auf ganz Bayern, dafür wurde im Refektorium ein Schlafsaal sowie ein Studiersaal und ein Unterrichtszimmer eingerichtet. Die damit verbundene Hoffnung war, aus der Schülerschaft spätere Franziskaner zu rekrutieren, was auch gelang. Solanusschwestern aus Landshut übernahmen die Küchenarbeit. 1937 wurde das Seminar von den Nationalsozialisten aufgehoben, das Kloster wurde beschlagnahmt, und die Nationalsozialistischen Volkswohlfahrt Neumarkt brachte 30 Jungen und 13 Mädchen aus Hamburg sowie zwei Lehrpersonen darin unter, das Kloster musste die Küche übernehmen.  Zwischenzeitlich war auch wieder ein Lazarett eingerichtet worden.
Am 14. April 1945 verließen die Kinder das Kloster in Richtung Sulzbürg. Am 27. Juni 1945 wurde ein Antrag auf Wiedererrichtung des Vorbereitungsseminars von der Militärregierung genehmigt, und es kamen noch im gleichen Jahr zwölf Buben; im Kloster waren drei Patres, ein Pförtner, zwei Gärtner und ein Schneider tätig.
In den 1950er- und 1960er-Jahren führten die Franziskaner eine Schule mit Internat. Nach Auflösung des Seminars 1970 wurden die Schulgebäude an die Stadt für eine Grundschule vermietet.
Die Stadt Freystadt sanierte 2005–2008 das Kloster grundlegend.
1999 zog sich die Bayerische Franziskanerprovinz wegen Personalmangels aus Freystadt zurück. Der Konvent wurde von polnischen Franziskanern übernommen; ein Pater ist zugleich Stadtpfarrer von Freystadt und Pfarrer von Thannhausen. Die Franziskaner gehören zur Deutschen Region der Oberschlesischen Franziskanerprovinz (Assumptionis B.V.M. Provincia „Provinz von der Aufnahme der seligen Jungfrau Maria“, Sitz in Kattowitz). Sie wählten für ihre Niederlassungen in Bensheim, Berchtesgaden und Freystadt die Rechtsform eines gemeinnützigen Vereins, „Franziskaner der Aufnahme Mariens in den Himmel e.V.“ im Anklang an den Namen der Ordensprovinz.
Die Bayerische Franziskanerprovinz gab 2007 das Nutzungsrecht für die Gebäude an die Stadt Freystadt zurück; diese räumte den polnischen Franziskanern ein befristetes Nießbrauchsrecht ohne Baulastverpflichtung ein. 2009 erfolgten der Abriss der Schul- und Seminargebäude des Klosters und die Neugestaltung des Klostergartens. Das große Refektorium ist zu einem Festsaal für kulturelle Veranstaltungen umgestaltet. Die Klosterkapelle ist gründliche renoviert worden; ein Fresko auf der rechten Seite stellt die Stiftung des Portiunculaablass dar, gegenüber ist ein Fresko mit dem Eselswunder des heiligen Antonius, die Fresken auf der Empore zeigen Mariä Verkündigung, den Besuch bei Elisabeth und die Geburt Jesu. Das restaurierte alte Chorgestühl stand früher in der Wallfahrtskirche. Von privater Seite werden mit dem „Haus Franziskus“ eine Klosterschänke und ein Hofladen betrieben.